# Eclissi solare del 5 febbraio 2046
L'eclissi solare del 5 febbraio 2046 è un evento astronomico che avrà luogo il suddetto giorno attorno alle ore 23:06 UTC.